# Rio Camaratuba
Rio Camaratuba är ett vattendrag i Brasilien.   Det ligger i delstaten Paraíba, i den östra delen av landet, 1 700 km nordost om huvudstaden Brasília.
Omgivningarna runt Rio Camaratuba är en mosaik av jordbruksmark och naturlig växtlighet.